# Парсонс (Канзас)
Парсонс (енгл. Parsons) град је у америчкој савезној држави Канзас.

## Демографија
По попису из 2010. године број становника је 10.500, што је 1.014 (-8,8%) становника мање него 2000. године.
| Група             | 2000.         | 2010.         |
| Белци             | 9.588 (83,3%) | 8.425 (80,2%) |
| Афроамериканци    | 941 (8,2%)    | 907 (8,6%)    |
| Азијати           | 48 (0,4%)     | 65 (0,6%)     |
| Хиспаноамериканци | 534 (4,6%)    | 597 (5,7%)    |
| Укупно            | 11.514        | 10.500        |